# Penrose (Neuseeland)

Hinweisschild an der Great South Road

Penrose ist ein Stadtteil der ehemaligen eigenständigen Stadt von Auckland City auf der Nordinsel von Neuseeland. Am 1. November 2010 wurde Auckland City zusammen mit anderen Städten und Distrikten der Region Auckland Teil des Auckland Council.

## Geografie
Der Stadtteil befindet rund 8 km südöstlich des Stadtzentrum von Auckland am Māngere Inlet, das Teil des Manukau Harbour ist. Östlich grenzt der Stadtteil Mt Wellinton an, im Norden Ellerslie und Greenlane, im Nordwesten One Tree Hill und im Westen Otanga, Onehunga und Te Papapa.
Der New Zealand State Highway 1, der auch hier innerstädtisch als Autobahn ausgeführt ist, passiert Penrose an seiner östlichen Seite und verbindet den Stadtteil mit dem Zentrum der Stadt im Nordwesten und mit dem südlichen Teil der ehemaligen Stadt Manukau City, die nun als Manukau Ward geführt auch dem Auckland Council untergeordnet ist.

## Geschichte
Die Gegend von Penrose wurde erstmals um 1860 besiedelt, nachdem Auckland 1840 neuseeländische Hauptstadt geworden war und sich infolgedessen ausbreitete. Damals wurde Penrose zunächst als ein Militärstützpunkt genutzt, um den sich nach und nach Siedlungen bildeten.
Nach 1920 wurde Penrose Standort für unterschiedliche Industriebetriebe, wie Maschinenbau, Kesselbau und Schiffsbau. Mit dem Industrial Efficiency Act beschloss die Regierung aus Effizienzgründen Industrie dezentral anzusiedeln und Penrose war ein Standort davon. Nach dem Ende des Zweiten Weltkriegs investierte die Regierung in die Entwicklung des Industriegebiets im Stadtteil Penrose, so wurde weiter zügig landwirtschaftlich genutzte Flächen in Industriestandorte umgewidmet und der Stadtteil als Industriegebiet entwickelt.

## Bevölkerung
Zum Zensus des Jahres 2013 zählte der Stadtteil 693 Einwohner, 3,1 % mehr als zur Volkszählung im Jahr 2006.

## Politik
Penrose ist politisch und administrativ dem Maungakiekie-Tamaki Ward des Auckland Council zugeordnet.

## Wirtschaft
Penrose ist industriell geprägt und wird Auckland's Industrial Edge (Aucklands industrielle Ecke bzw. Rand) genannt. Entsprechend gering ist die Wohnbevölkerung des Stadtteils.